# 40 minutes
Le 40 minutes, devenu le 40 minutes en Lorraine en 1995, est le journal télévisé lorrain présenté tous les soirs à 19h pendant 40 minutes par Marylène Bergmann du 3 septembre 1990 au 21 janvier 1995 sur RTL TV, puis du 23 janvier 1995 au 28 janvier 1996 sur RTL9 Lorraine.

## Histoire du40 minutes
En 1990, le directeur de l'information et des programmes, Hugues Durocher, créé un nouveau journal télévisé-magazine diffusé chaque soir à 19h pour succéder au RTL-SOIR de Geneviève Guicheney, qui mêle informations locales, nationales, internationales et interviews.
Afin d'asseoir la notoriété de ce nouveau journal télévisé-magazine, Hugues Durocher convainc Marylène Bergmann, figure historique de la chaîne, de passer de l'animation au journalisme et d'en assurer la présentation.
Des éditions spéciales du 40 Minutes ont lieu pendant la guerre du Golfe en 1991 depuis la base d'Al Ahsa en Arabie saoudite et depuis New York en novembre 1992, à l'occasion des élections présidentielles américaines.
Initialement diffusé à la fois sur les antennes hertzienne et satellite de la chaîne, le 40 minutes n'est plus accessible que sur RTL9 Lorraine dès 1995 et devient alors un journal d'actualité purement régional, rebaptisé le 40 minutes en Lorraine.
En 1990, le premier générique du 40 minutes était identique à celui du journal de RTL-TVI diffusé chaque soir à 19h, seul le titre différait entre les éditions belges et françaises.

## Présentateurs
- Marylène Bergmann : 1990-1996
- Agnès Duperrin : 1990-1996
- Martin Igier : 1990-1996
- Nicolas Albrand : 1994-1996

#### Vidéos
- Extraits de différentes éditions du 40 minutes depuis la base d'Al Ahsa en 1991, depuis l'Oural et depuis New-York en 1992 (format WMV).
- Extrait du 40 minutes consacré aux 34 ans de Marylène Bergmann présenté par Hugues Durocher en 1991.
- Extrait du 40 minutes (format WMV).
- Extrait du 40 minutes spécial Coupe de France en Lorraine (format WMV).
- Clip de promotion du 40 minutes en Lorraine (format WMV).